# Мечетное (Саратовская область)
Мечетное — село в Советском районе Саратовской области, административный центр и единственный населённый пункт Мечетненского муниципального образования.
Основано в 1976 году
Население — 970 (2021)

## История
Населенный пункт возник в 1976 году в связи со строительством орошаемого совхоза «Головное» (зерегистрирован с присвоением наименования село Мечетное в 1977 году). В 1979 году был организован совхоз «Головное». В 1991 году совхоз «Головное» на основании решения Малого Совета Советского районного Совета народных № 37 от 28 октября 1991 года преобразован в АО «Головное». В 1992 году АО «Головное» было реорганизовано в подсобное сельское хозяйство «Головное». В июле 1997 года деятельность ПСХ «Головное» была прекращена и организован сельскохозяйственный производственный кооператив колхоз «Заря». В 2003 году СХПК «Заря» реорганизован в ООО «Дмитриевское-2002».

## Физико-географическая характеристика
Село находится в Низком Заволжье, в пределах Сыртовой равнины, относящейся к Восточно-Европейской равнине, на правом берегу реки Мечётка (правый приток реки Большой Караман). К востоку и западу от села, в оврагах, имеются пруды. Высота центра населённого пункта — 69 метров над уровнем моря. В окрестностях населённого пункта распространены тёмно-каштановые почвы солонцеватые и солончаковые. Почвообразующие породы — глины и суглинки.
По автомобильным дорогам расстояние до районного центра посёлка городского типа Степное составляет 17 км, до города Энгельс — 88 км, до областного центра города Саратова — 100 км.
Часовой пояс
Мечетное, как и вся Саратовская область, находится в часовой зоне МСК+1. Смещение применяемого времени относительно UTC составляет +4:00.

## Население
Динамика численности населения по годам:
| 1987  | 2002 |
| ----- | ---- |
| ≈1100 | 1417 |

| 2002  | 2010  | 2012  | 2013  | 2014  | 2015  | 2016  |
| ----- | ----- | ----- | ----- | ----- | ----- | ----- |
| 1420  | ↘1315 | ↗1338 | ↗1346 | ↗1348 | ↗1349 | ↘1344 |
| 2017  | 2018  | 2019  | 2020  | 2021  |       |       |
| ↘1332 | ↘1316 | ↘1289 | ↘1251 | ↘970  |       |       |